# Master of Arts

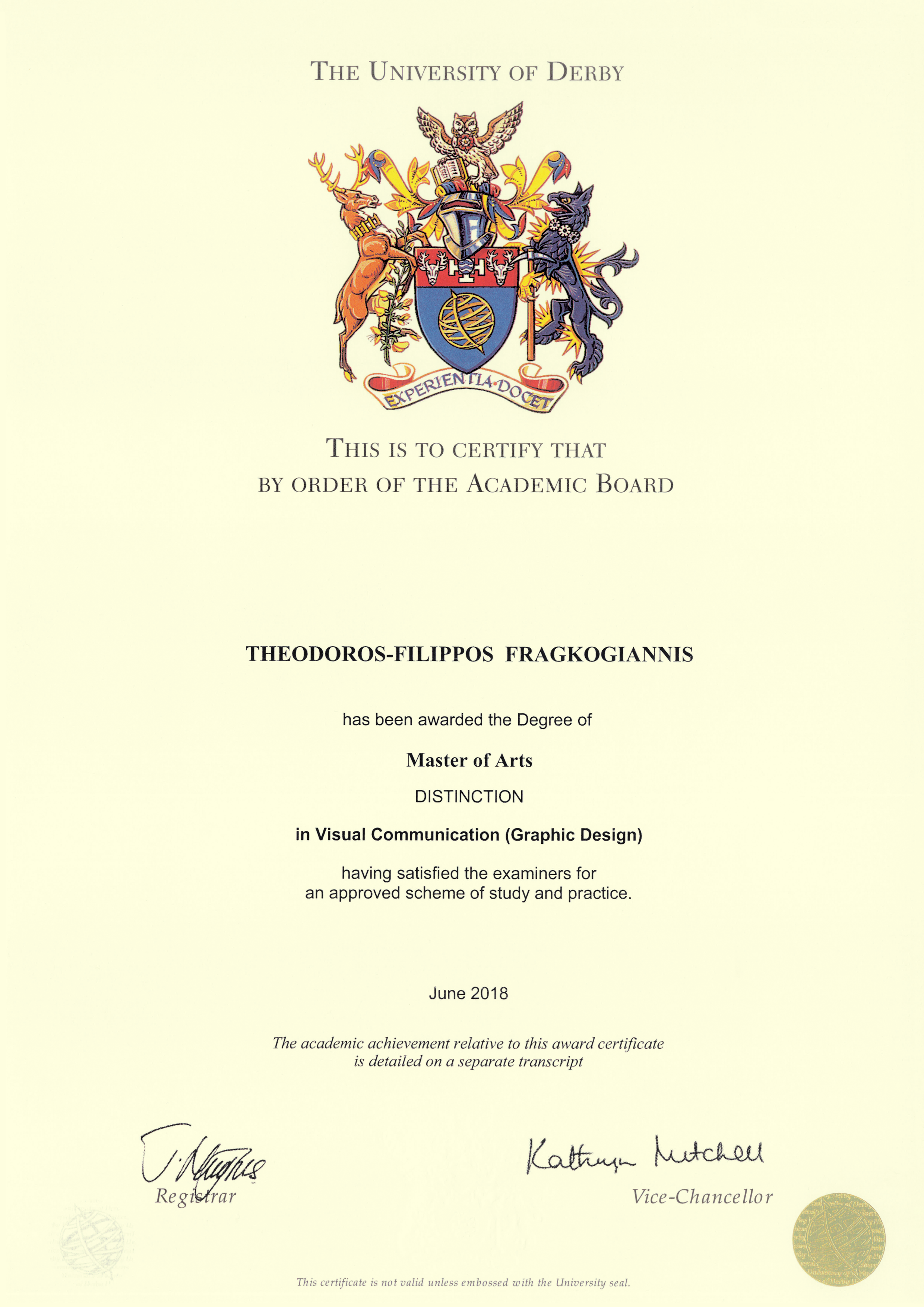
Master of Arts in Visuele Communicatie (Grafische Vormgeving) uitgereikt door de University of Derby in 2018

Master of Arts (afkorting: MA, Latijn: Magister Artium, vrije vertaling: 'meester in de kunsten') is een academische graad in de bachelor-masterstructuur, maar de graad kan ook door sommige andere instellingen voor hoger onderwijs worden gegeven.
De graad Master met specificatie of Arts wordt hier gebruikt om aan te geven dat men aan een universiteit een wetenschappelijk of academisch georiënteerde initiële masteropleiding heeft afgerond in de geesteswetenschappen (letteren, theologie of filosofie) of in de kunsten. De graad kan ook verleend worden aan afgestudeerden van bepaalde hogescholen die daarvoor toestemming hebben van de NVAO. De masteropleiding volgt na een drie of vier jaar durende bachelor-fase van een soortgelijke opleiding (BA).
De graad Master of Arts wordt internationaal erkend en is qua niveau vergelijkbaar met de oude Nederlandse titel doctorandus (drs.) en de Belgische titel licentiaat (lic.). Volgens artikel 7.20 in de Nederlandse Wet op het hoger onderwijs en wetenschappelijk onderzoek (WHW) is de MA gerechtigd om de titel doctorandus (drs.) te voeren, mits het een wo-master is. Een hbo-master mag dit niet. Hiervoor geldt uitsluitend de vermelding van de graad MA, achter de naam. Met deze veranderde regels omtrent academische graden is de instelling waaraan men gestudeerd heeft belangrijker geworden dan de graad die men voert. 
Bij het voeren van de graad wordt deze achter de naam gezet, bijvoorbeeld "P. Jansen, MA".